# Sarcophaga flaveola
Sarcophaga flaveola är en tvåvingeart som först beskrevs av Robineau-desvoidy 1830.  Sarcophaga flaveola ingår i släktet Sarcophaga och familjen köttflugor. Inga underarter finns listade i Catalogue of Life.